# NGC 2200
NGC 2200 (również PGC 18652) – galaktyka spiralna z poprzeczką (SBc), znajdująca się w gwiazdozbiorze Rufy. Odkrył ją 1 stycznia 1835 roku John Herschel.